# Caelia Macrina
Caelia Macrina va ser una dona romana que va viure a Terracina al voltant del 150 dC.
L'any 150 dC, Caelia Macrina va donar diners per la construcció d'un edifici a Terracina, Itàlia i també va crear una dotació per un fons alimentari (per proporcionar beques per garantir l'alimentació) per 200 nens. Les beques alimentàries podien ser tant privades com governamentals, i habitualment eren més grans per els nois que per les noies. El període permès per que les noies rebessin les ajudes, que era més curt que per els nois, reflecteix que l'edat pel matrimoni era inferior en noies que en nois (sovint 13 o 14 anys). Caelia va seguir aquest patró amb l'edat però va ser més generosa amb les noies del que era habitual.

Una inscripció es conserva a l'edifici que Caelia Macrina va finançar:
| « | Caelia Macrina, filla de Gaius, per la seva voluntat va donar 300.000 sestercis per que es fessin servir [per la construcció d'aquest edifici]. Va donar … sestercis per la decoració i manteniment. A la gent de Terracina, en memòria del seu fill Macer, va donar 1.000.000 de sestercis, de tal manera que, aquest ingrés havia de ser donat a 100 nois [i a 100 noies] en concepte de ‘alimenta’; 5 denaris [= 20 sestercis] cada mes a cada ciutadà noi, fins a l'edat de 16 anys, i ; 4 denaris [= 16 sestercis] cada mes a cada ciutadana noia, fins a l'edat de 14 anys, de tal manera que, 100 nois i 100 noies han de estar sempre rebent [la subvenció] succesivament. | » |

D'entre les més o menys mil dos-centes inscripcions que testifiquen els patrons cívics a l'Imperi Romà, divuit indiquen que les dones rebien el tìtol honorari de ‘patrona de la communitat' (patrona civitatis).